# رائلین
راشئل لین وودوارد (به انگلیسی: Racheal Lynn Woodward) (۴ می ۱۹۹۴) شناخته شده با نام رائلین، خواننده و ترانه‌نویس آمریکایی که در فصل دوم (۲۰۱۴) مسابقه صدا شرکت کرد. او در مرحله یک‌چهارم نهایی حذف شد.

## جوایز و نامزدها
| سال  | جایزه                    | بخش                       | نامزد شده            | نتیجه    |
| ---- | ------------------------ | ------------------------- | -------------------- | -------- |
| ۲۰۱۵ | CMT Music Awards         | ویدئوی پدیدهٔ mooz         | خدا دخترها رو آفریده | نامزدشده |
| ۲۰۱۵ | CMT Music Awards         | ویدئوی زن سال             | خدا دخترها رو آفریده | نامزدشده |
| ۲۰۱۶ | آکادمی موسیقی کانتری     | خواننده زن جدید سال       | رائلین               | نامزدشده |
| ۲۰۱۶ | جوایز موسیقی رادیو دیزنی | ترانه محبوب کانتری        | خدا دخترها رو آفریده | نامزدشده |
| ۲۰۱۷ | جوایز موسیقی رادیو دیزنی | بهترین هنرمند جدید کانتری | رائلین               | نامزدشده |

### موزیک-ویدئو
| سال  | نام قطعه             | کارگردان |
| ---- | -------------------- | -------- |
| ۲۰۱۴ | خدا دخترها رو آفریده | مک‌کیمی   |
| ۲۰۱۵ | واسه یه پسر          | مک‌کیمی   |
| ۲۰۱۶ | مثلث عشقی            | مک‌کیمی   |